# Halima Hassen
Halima Hassen (ur. 10 listopada 1992) – etiopska lekkoatletka specjalizująca się w biegach długodystansowych. 
W 2008 podczas juniorskich mistrzostw globu zajęła czwarte miejsce w biegu na 3000 metrów z przeszkodami ustanawiając najlepszy wynik w historii w kategorii piętnastolatków. Rok później zdobyła brązowy medal mistrzostw świata juniorów młodszych w biegu na 2000 metrów z przeszkodami. W 2010 była siódma w rywalizacji na dystansie 3000 metrów z przeszkodami podczas mistrzostw Afryki seniorów. 
Rekord życiowy w biegu na 3000 m z przeszkodami: 9:35,89 (1 czerwca 2009, Rehlingen). 

## Osiągnięcia
| Rok  | Impreza                               | Miejsce          | Konkurencja                   | Pozycja    | Wynik    |
| ---- | ------------------------------------- | ---------------- | ----------------------------- | ---------- | -------- |
| 2008 | Mistrzostwa świata juniorów           | Bydgoszcz        | bieg na 3000 m z przeszkodami | 4. miejsce | 9:38,44  |
| 2009 | Mistrzostwa świata juniorów młodszych | Tyrol Południowy | bieg na 2000 m z przeszkodami | 3. miejsce | 6:16,83  |
| 2010 | Mistrzostwa Afryki                    | Nairobi          | bieg na 3000 m z przeszkodami | 7. miejsce | 10:11,10 |